# Euzonitis sexmaculata
Euzonitis sexmaculata là một loài bọ cánh cứng trong họ Meloidae. Loài này được A. G. Olivier miêu tả khoa học năm 1789.